# Аммер, Томас
Томас Аммер (нем. Thomas Ammer; 19 июля 1937, Айзенберг — 11 октября 2024, Ойскирхен) — немецкий историк и политический диссидент, активист антикоммунистического сопротивления в ГДР. Один из создателей подпольной организации «Айзенбергский кружок». Был осуждён на 15 лет заключения, освобождён за выкуп, перебрался в ФРГ. Состоял в Социал-демократической партии Германии. Занимался исследованиями по истории ГДР.

## Биография
Родился в семье предпринимателя-ремесленника, производителя музыкальных инструментов. Отец Томаса Аммера участвовал в антинацистском сопротивлении, в последний год жизни состоял в КПГ. Томас Аммер вступил в ССНМ, занимал должность секретаря школьной организации восточногерманского комсомола.
Начало 1950-х было отмечено в ГДР ужесточением сталинистского режима. Весной 1953 года группа студентов и старших школьников Айзенберга подверглась преследованиям за членство в христианской молодёжной организации Junge Gemeinde. 17 июня 1953 года были подавлены рабочие выступления против режима СЕПГ. Томас Аммер и его товарищи были возмущены произволом властей.

Мы не хотели, чтобы нас спрашивали о том же, о чём мы наших родителей, имея в виду нацистский режим: почему вы ничего не делали?.. А об опасностях в 15—16 лет особенно не думаешь.

Томас Аммер

С группой одноклассников 16-летний Аммер создал «Айзенбергский кружок», развившийся в крупную подпольную организацию. Группа объединяла активистов различных политических взглядов; Аммер придерживался социал-демократической идеологии.
Почти пять лет Томас Аммер являлся неформальным лидером антикоммунистической подпольной группы. Члены «Айзенбергского кружка» распространяли листовки, писали настенные лозунги, уничтожали символику СЕПГ (предпринимались и такие акции, как похищение ружья из военного музея и поджог стрелкового тира, в котором тренировались полицейские и члены военизированных формирований СЕПГ). В 1955 году Аммер окончил школу и поступил на медицинский факультет Йенского университета. В Йене он установил связи с местным подпольем.
Учитывая возраст членов организации и известную квалификацию органов госбезопасности ГДР можно говорить о высоких организационных и оперативных качествах Аммера.

### Политзаключённый
13 февраля 1958 года Томас Аммер был арестован госбезопасностью. 27 сентября 1958 года суд Геры приговорил его к 15 годам заключения по обвинению в «государственной измене» (максимальный срок из 24 приговоров по «айзенбергскому делу»). Шесть лет Аммер провёл в различных тюрьмах ГДР.
С середины 1950-х режим ГДР стал менее жёстким, чем в первые годы существования, когда распространение листовок могло караться смертной казнью. 14 августа 1964 года он был освобождён и выехал в ФРГ. Он стал одним из первых восточногерманских политзаключённых, получивших свободу за выкуп.

### Историк и политик
В ФРГ Томас Аммер изучал историю, политологию и юриспруденцию в Тюбингенском, Боннском и Эрлангенском университетах. Работал научным сотрудником в исторических институтах. Публиковался в западногерманских изданиях на тему положения в ГДР и перспектив политической оппозиции. В 1968—1982 годах состоял в СДПГ.
После мирной революции в ГДР и воссоединения Германии Томас Аммер неоднократно бывал на родине. В 1991 году он поступил на госслужбу в Федеральное агентство гражданского образования ФРГ. С 1992 по 1998 год работал в комиссии бундестага по расследованию проявлений диктатуры СЕПГ.
Деятельность Томаса Аммера воспринимается в современной Германии как пример мужественной борьбы с диктатурой. Он награждён орденом «За заслуги перед ФРГ».

### Смерть
Умер 11 октября 2024 года в возрасте 87 лет.